# Villablanca
Villablanca è un comune spagnolo di 2 093 abitanti situato nella comunità autonoma dell'Andalusia.

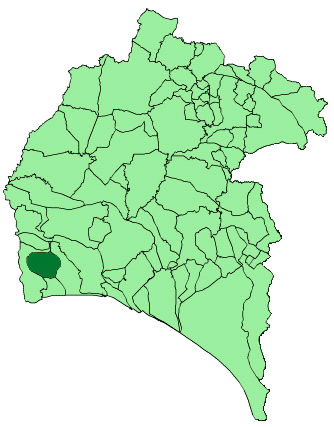
Mappa del comune nella provincia